# Abdon Etina
 Abdon Etina Bekile Ipan , né à Kinshasa le 13 août 1962, est un homme politique et député national de la République démocratique du Congo.

## Biographie
Abdon Etina Bekile Ipan est élu député national dans la circonscription électorale de Kutu dans la province du Mai-Ndombe,

, il est membre du groupement politique ADRP
.